# Lando (papież)
Lando także Landon (ur. w Sabinie, zm. pod koniec marca 914 w Rzymie) – papież w okresie od sierpnia 913 do marca 914.

## Życiorys
Pochodził z Sabiny, był synem hrabiego Tainone z longobardzkiej rodziny. Został wybrany papieżem dzięki poparciu konsula Teofilakta i jego żony Teodory Starszej, pod których silnym wpływem pozostawał.
Jako jeden z ostatnich papieży po wstąpieniu na Stolicę Apostolską nie zmienił swojego właściwego imienia. O jego działalności wiadomo jedynie, że wydał przywilej protekcyjny dla kościoła San Salvatore w Fornowo, będącego kościołem katedralnym diecezji Sabina. Flodoard z Reims nazywa go „dobrym i wartościowym człowiekiem”. Zmarł sześć miesięcy i jedenaście dni po objęciu Stolicy Piotrowej.